# Космос-496
Ко́смос-496 (Индекс ГУКОС — 11Ф615А8, 7К-Т № 33А) — советский беспилотный транспортный космический корабль запущенный для проведения первого из серии полётов по испытанию транспортного корабля Союз 7К-Т.
Космический аппарат «Космос-496» был запущен 26 июня 1972 года ракета-носителем «Союз» (индекс — 11А511, серийный номер — Ю15000-20) со стартовой площадки № 31 космодрома Байконур.

## История создания
Во второй половине 1969 года в ЦКБЭМ шли работы по созданию долговременной орбитальной станции (ДОС). Для доставки на станцию экипажей было решено создать транспортный корабль на базе Союз 7К-ОК. Данная модификация «Союза» получил обозначение «7К-Т» (транспортный) и индекс 11Ф615А8.
В начале 1972 года в ЦКБЭМ была проведена работа над модификацией эскизного проекта Союз 7К-Т для реализации возможности использования данного корабля для обеспечения орбитальной станцией «Алмаз». Новая модификация корабля получила индекс 11Ф615А9.

## Конструкция
Конструкция корабля «Союз 7К-Т» позволяла транспортировать на низкую околоземную орбиту экипаж из двух человек.
Длина корабля составляла 7,48 м, а максимальный диаметр не превышал 2,72 м. Объём жилого отсека — 11 м3.
Общая масса корабля составляла 6,85 тонны, из которых на топливо приходилось не больше, чем 500 кг.

### Двигательная установка
Корабли серий «Союз 7К-ОК», «7К-Т» и «7К-Т/А9» были оборудованы корректирующее-тормозной двигательной установкой (ДУ) КТДУ-35, разработанной в 1962—1967 годах коллективом Конструкторского бюро химического машиностроения (ныне — КБХМ им. Исаева). ДУ КТДУ-35 имеет два ЖРД — основной и резервный, работающий при отказе основного двигателя или при отклонении в работе вспомогательных двигателей.
Основной ЖРД — представлял собой однокамерный ЖРД открытого цикла многократного включения с насосной подачей самовоспламеняющегося топлива.
В качестве топлива использовался гептил в комбинации с азотнокислым окислителем -АТ. Для управления автоматикой ДУ использовался сжатый азот.
Основной ЖРД позволял развивать максимальную тягу до 4,09 кН, удельный импульс до 280 секунд. Давление в камере сгорания не более, чем 3,92 МПа, давление на выходе из камеры — 3,9 кПа, максимально допустимое число включений до 25 при длительности работы от долей до нескольких сотен секунд. Максимальное время работы свыше 500 секунд.
Резервный ЖРД — двухкамерный с рулевыми соплами, работающими на генераторном газе, позволял развивать максимальную тягу до 4,03 кН с удельным импульсом не более, чем 270 секунд.

## Описания полёта

### Запуск
Космический аппарат «Космос-496» был запущен 26 июня 1972 года ракета-носителем «Союз» (индекс — 11А511, серийный номер — Ю15000-20) со стартовой площадки № 31 космодрома Байконур.

### Программа полёта
Беспилотного полёта космического аппарата «Космос-496» оказалось недостаточно, и 15 июля 1973 года был испытан ещё один беспилотный «Союз» под шифром «Космос-573». Только после второго испытательного полёта были проведены пилотируемые летные испытания нового космического корабля «Союз 7К-Т». Первыми космонавтами, проверившими данный «Союз» после гибели экипажа Георгия Добровольского, были Василий Лазарев и Олег Макаров. Они полетели только в сентябре 1973 года на космическом аппарате — «Союзе-12».

## Статьи
- Шамсутдинов С. Легендарный корабль «Союз» // Новости космонавтики. — ФГУП ЦНИИмаш, 2002. — № 4. Архивировано 21 февраля 2014 года.
- Марчуков Юрий. «Союз» нерушимый // Калининградская правда (Королев). — 2003. Архивировано 21 апреля 2012 года.
- И. Афанасьев, И. Маринин, С. Шамсутдинов. Четверть века «Алмазу // Новости космонавтики. — ФГУП ЦНИИмаш, 2003.